# David Schinkel
David Schinkel, född 11 januari 1743 i Stralsund, död 12 juni 1807, var en svensk direktör, riksdagsledamot och politiker.

## Biografi
David Schinkel föddes 1743 i Stralsund. Han flyttade till Sverige 1760 och arbetade som grosshandlare. Schinkel blev senare direktör vid Svenska ostindiska kompaniet och var även en av de större delägarna i Svenska västindiska kompaniet. Han var ledamot av konvojkommissariatet och fick kommerseråds titel 1789. Schinkel adlades 1790, men introducerades inte. Han avled 1807.
Schinkel var riksdagsledamot för borgarståndet i Stockholm vid riksdagen 1786. Han var medlem i Hovpartiet.
Schinklers son Johan Fredrik Schinkler adlades 1818 och fick namnet von Schinckel.